# همفري فوي
همفري فوي (بالإنجليزية: Humphrey Foy)‏ هو لاعب كرة قدم أمريكية أمريكي، ولد في 4 يوليو 1886 في يوفولا في الولايات المتحدة، وتوفي بنفس المكان في 2 مايو 1956.